# Cerkiew św. Michała Archanioła w Polanach
Cerkiew św. Michała Archanioła w Polanach – dawna cerkiew greckokatolicka, wzniesiona w 1820 w Polanach.
Cerkiew wpisano na listę zabytków w 1964. Została włączona do małopolskiego Szlaku Architektury Drewnianej.

## Historia
Obecna cerkiew zbudowana została w 1820 na miejscu poprzedniej z 1667. Po wysiedleniach po 1947 przejęta i użytkowana przez rzymskokatolicką Parafię Matki Bożej Nieustającej Pomocy w Bereście. Świątynia odnawiana była między innymi w 1862, 1900, 1960 i w latach 1983-1985. W 2000 przeprowadzono renowację ikonostasu.

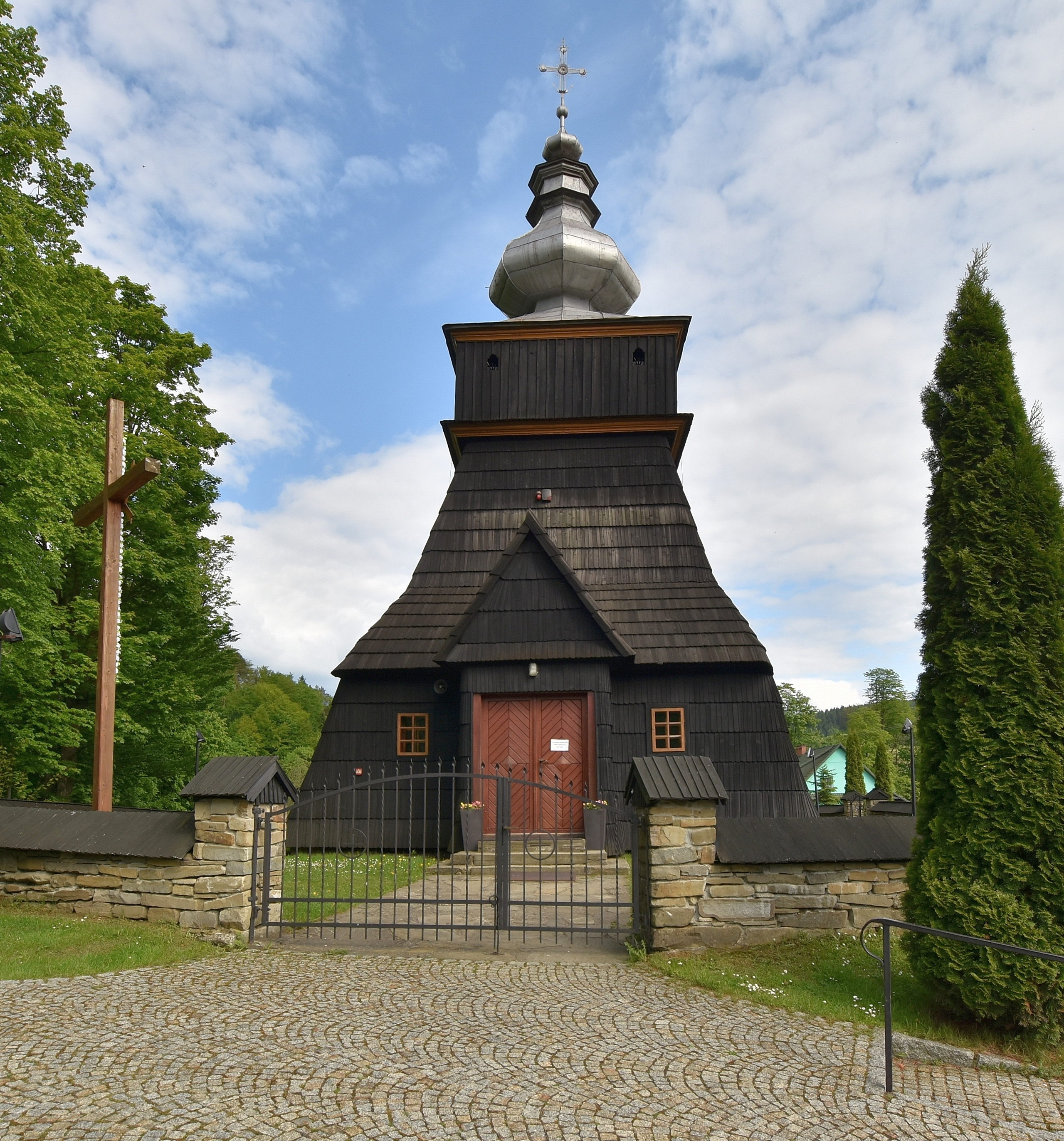
Elewacja frontowa
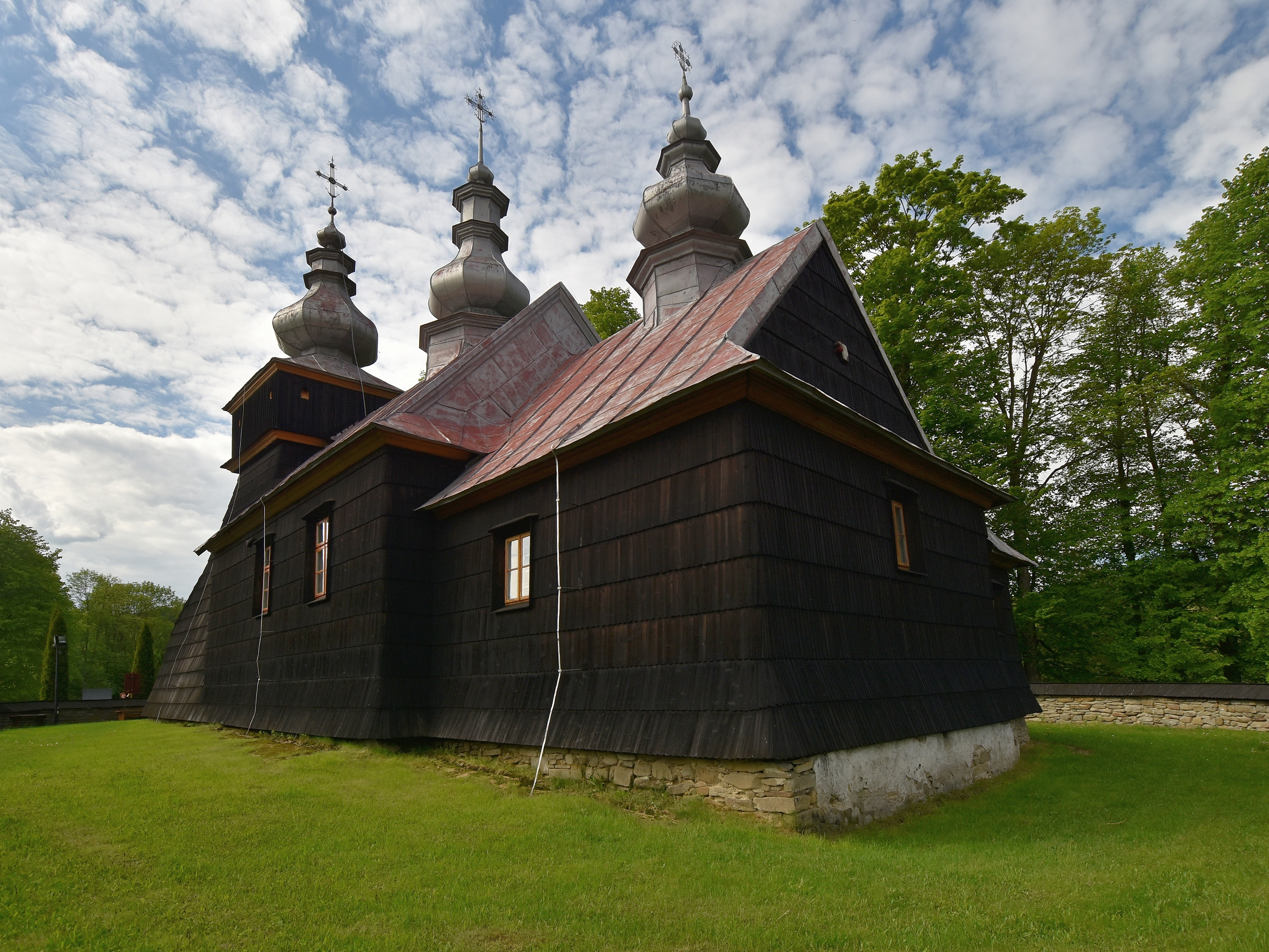
Widok od strony prezbiterium
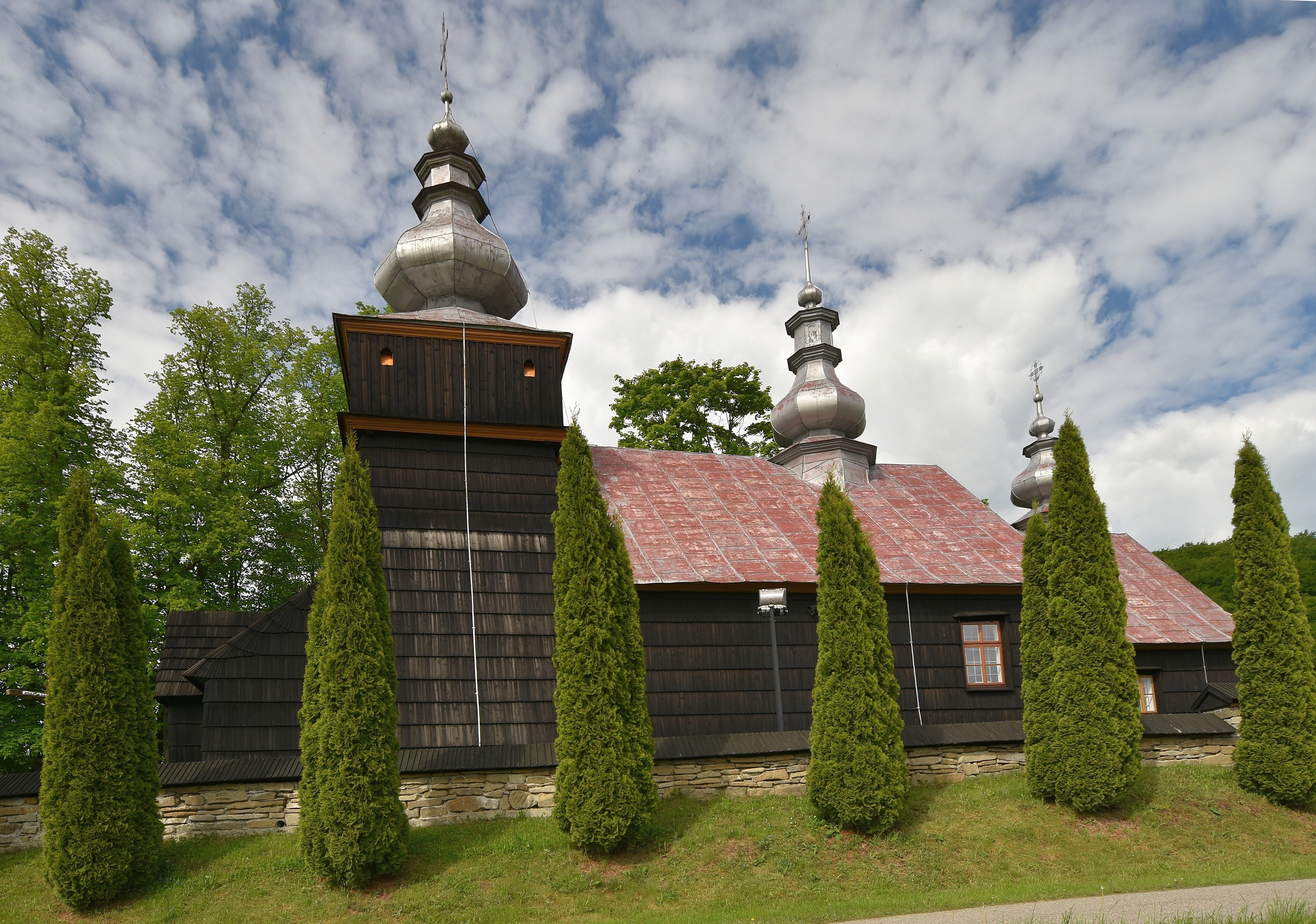
Elewacja południowa

## Architektura i wyposażenie
Jest to budowla konstrukcji zrębowej, orientowana, trójdzielna o pomieszczeniach na rzucie kwadratu. Do węższego od nawy kwadratowego prezbiterium przylega od północy zakrystia. Wieża konstrukcji słupowo-ramowej, o pochyłych ścianach, z pozorną odeskowaną izbicą zwieńczona kopulastym hełmem z pozorną latarnią. Podobne zwieńczenia wieżyczek nad nawą i prezbiterium, wszystkie zakończone krzyżami każdy w innym kształcie. W przyziemiu wieży przedsionek otoczony zahatą. Przyczółkowe dachy dwuspadowe o różnej wysokości kalenicy kryte blachą. Ściany pokryte gontem. 
Wnętrze nakrywają stropy płaskie z fasetą. Chór muzyczny nadwieszany z malowidłami na parapecie. Polichromia architektoniczno – figuralna z okresu budowy. Na wyposażenie składa się kompletny ikonostas z XIX wieku z malowanym baldachimem, w prezbiterium ołtarz główny późnobarokowy z obrazem Piet z XVIII wieku, dwa ołtarze boczne w nawie północny z obrazem Pokrow i południowy z elementów starszego ikonostasu oraz barokowa ambona z 1700 i polichromowana ława diakońska.
Cerkiew otacza wysokie murowane ogrodzenie z kamienia polnego z kapliczką i daszkiem gontowym.